# واکر اسپرینگز (آلاباما)
واکر اسپرینگز (به انگلیسی: Walker Springs) یک منطقهٔ مسکونی در ایالات متحده آمریکا است که در شهرستان کلارک، آلاباما واقع شده‌است. واکر اسپرینگز ۲۴٫۰۸ متر بالاتر از سطح دریا واقع شده‌است.